# Kenichi Tago
 (juillet 2025).
Si vous disposez d'ouvrages ou d'articles de référence ou si vous connaissez des sites web de qualité traitant du thème abordé ici, merci de compléter l'article en donnant les références utiles à sa vérifiabilité et en les liant à la section « Notes et références ».
Pour les articles homonymes, voir Tago.
Kenichi Tago (田児 賢一, Tago Ken'ichi), né le 16 juillet 1989 à Warabi au Japon, est un joueur professionnel de badminton évoluant dans la catégorie « Simple messieurs ».

## Biographie
En 2007, il termine deuxième aux championnats du monde juniors de badminton en s'inclinant face au chinois Chen Long en deux set (21-16 21-14).
En 2010, il a étonnamment atteint la finale du prestigieux Open d'Angleterre. En route vers la finale, il bat trois têtes de série, y compris Joachim Persson, Chen Jin et Bao Chunlai. En finale, il s'incline face au talentueux joueur malaisien Lee Chong Wei en deux sets (21-19 21-19).
Le 8 avril 2016, il est suspendu pour une durée indéterminée de tournois officiels par la BWF et par conséquent ne disputera pas les Jeux Olympiques de Rio, à la suite d'une affaire des casinos illégaux au Japon. 